# Meronimia
In linguistica, la meronimia (dal greco μέρος, 'parte', e ὄνομα, 'nome') è una relazione semantica. Un meronimo indica un costituente o un membro di qualcosa. 
X è meronimo di Y se X è parte di Y, o
X è meronimo di Y se X è un membro di Y.
Ad esempio, dito è meronimo di mano, in quanto un dito è parte della mano. In modo simile, ruota è meronimo di automobile.
La meronimia è la relazione opposta di olonimia. Un concetto correlato alla meronimia è la mereologia, che tratta relazioni parte/intero in logica.
Nei linguaggi di rappresentazione della conoscenza, la meronimia è spesso espressa come relazione "part-of" ('parte di').